# Iglesia de San Pedro y San Pablo (Mascate)
La Iglesia de San Pedro y San Pablo es el nombre que recibe un edificio religioso que se encuentra ubicado en Ruwi en la localidad de Mascate, la capital y ciudad más importante del Sultanato de Omán al sur de la Península arábiga. Se trata de una de las 2 iglesias católicas que se encuentran en la ciudad, siendo la otra la dedicada al Espíritu Santo en el sector de Ghala.
El templo sigue el rito romano o latino y depende del Vicariato Apostólico de Arabia del Sur (Apostolicus Vicariatus Arabiae Meridionalis o النيابة الرسولية من جنوب الجزيرة العربية). La iglesia original fue consagrada por el cardenal Simon Lourduswamy el 4 de abril de 1977, gracias a una donación de terreno del propio Sultán de Omán a la tolerancia religiosa del país. La mayoría de los que vienen a la iglesia son trabajadores expatriados que comenzaron a llegar al lugar desde siglo XX. Debido al aumento de la congregación el templo fue ampliado con fondos de los fieles y reabierto en 1995.